# Antiope (Euripide)
Antiope (en grec ancien Ἀντιόπη / Antiópê) est une tragédie grecque antique à sujet mythologique composée par Euripide au Ve siècle av. J.-C. Son texte est perdu à l'exception de courts fragments. On peut reconstituer les grandes lignes de son intrigue grâce à des récits du même mythe donnés par d'autres auteurs. Le personnage principal est Antiope, membre de la famille royale de Thèbes en Béotie et mère des jumeaux Amphion et Zéthos.

## Composition
Euripide compose Antiope vers 410 avant J.-C.

## Fragments
Trois vers de la pièce sont cités par Aristote dans sa Rhétorique et par Platon dans le Gorgias.
Vers 1890, à Kurob, dans la région du Fayoum en Égypte, l'égyptologue britannique Flinders Petrie retrouve, dans une caisse de momies, trois morceaux de papyrus. Le même tombeau contient aussi des papyrus d'affaires datés d'avant 200 av. J.-C., ce qui permet de dire que les fragments en question ont été copiés vers le milieu du IIIe siècle av. J.-C. Ces fragments sont déchiffrés par Sayce et Mahaffy, qui en publie une transcription dans le n°17 de la revue Hermathéna. Le philologue et helléniste français Henri Weil leur consacre un article dans la Revue des études grecques en 1890. Selon lui, les fragments appartiennent à plusieurs scènes, toutes situées dans la dernière partie de la pièce.

## Argument
L'histoire d'Antiope est connue par un bref récit présent dans les Fables de l'auteur romain Hygin.
Antiope, membre de la famille royale de Thèbes en Béotie, est devenue la maîtresse de Zeus. Ils ont eu ensemble deux jumeaux, jumeaux Amphion et Zéthos. Mais Antiope a été contrainte de les exposer, c'est-à-dire de les abandonner dans la nature sauvage, au pied du mont Cithéron. Lycos et Dircé, roi et reine de Thèbes, par jalousie, enferment Antiope. Celle-ci finit par s'échapper au bout de longues années et revient près du mont Cithéron. Elle y rencontre Amphion et Zéthos, qui ont été recueillis par un berger dans l'intervalle et sont devenus de jeunes hommes. Elle les reconnaît et tente de les convaincre qu'elle est leur mère, mais, pensant être les fils du berger, ils restent incrédules. Dircé, accompagné par des bacchantes, retrouve Antiope et s'apprête à la mettre au supplice en l'attachant à un taureau sauvage. Dans le même temps, Amphion et Zéthos racontent à leur père adoptif leur rencontre avec Antiope et ce dernier leur révèle qu'ils ne sont pas ses enfants biologiques, mais des enfants adoptés, de sorte qu'Antiope est bel et bien leur mère. Amphion et Zéthos se mettent à sa recherche et arrivent à temps pour la sauver. Ils punissent Dircé en la condamnant au même supplice auquel elle destinait Antiope.